# Brotschauer
Der Brotschauer war im mittelalterlichen Marktwesen ein Beamter, dessen Aufgabe es war, über Qualität und Gewicht der in den Backstuben produzierten Brote zu wachen. Die Brotschau ist demnach die Aufsicht über Brotzubereitung und Verkauf. 